# 哈利·波特与死亡圣器（上）
《哈利波特：死神的聖物Ⅰ》（英語：Harry Potter and the Deathly Hallows – Part 1）根據J·K·罗琳所寫的哈利波特小說系列的第七本改编。此書是唯一一本被改編拍成兩套電影的小說，這兩套電影為哈利波特系列電影中第七及第八部電影，亦是該系列的最後兩部。導演繼續由拍攝第五、六集的導演——大衛·葉斯執導。這兩套電影由華納兄弟發行，第一部以2D版本上映，而第二部則以3D及2D兩種版本。另外，兩部電影亦推出IMAX版本。

## 概要
第一部講述哈利、榮恩和妙麗展開了尋找並摧毀佛地魔永生不滅的神秘根源——分靈體的危險旅程。黑暗力量在他們之間潛伏，伺機離間他們。同時魔法世界變成黑魔王敵人的煉獄。恐懼已久的大戰一觸即發，佛地魔的食死人奪取了魔法部和霍格華茲的控制權，威嚇和逮捕所有反抗他們的人。食死人設法探查哈利波特的下落，誓言將他帶到佛地魔跟前。哈利唯一的希望是在佛地魔找到他之前找出並摧毀分靈體。當他在尋找線索時，他揭開了一個古老得差點被人遺忘的傳說——傳奇的死神聖物。

## 演員與配音
| 配音                  | 配音                          | 配音                | 配音                        | 角色                                               |
| 演員                  | 台灣                          | 香港                | 中國大陸                    | 角色                                               |
| --------------------- | ----------------------------- | ------------------- | --------------------------- | -------------------------------------------------- |
| 丹尼尔·拉德克利夫     | 樓晉洋                        | 張裕東              | 吴磊                        | 哈利·波特（Harry Potter）                          |
| 魯伯特·葛林           | 張宇豪                        | 陳祖兒              | 沈达威                      | 榮恩·衛斯理                                        |
| 艾瑪·華森             | 楊小黎                        | 林寶怡              | 黄莺                        | 妙麗·格蘭傑                                        |
| 海伦娜·博纳姆·卡特    | 丘梅君                        | 郭碧珍              | 王建新                      | 貝拉·雷斯壯（Bellatrix Lestrange）                 |
| 羅比·科特瑞恩         | 乾德門                        | 周偉強              | 程玉珠                      | 魯霸·海格（Rubeus Hagrid）                         |
| 瓦威克·戴維斯         |                               |                     |                             | 拉环（Griphook）                                   |
| 汤姆·费尔顿           | 楊英立                        | 陳祖兒              | 陈功                        | 德拉科·马尔福（Draco Malfoy）                      |
| 邦妮·赖特             | 薛晴                          | 黃紫嫻              | 詹佳                        | 金妮·衛斯理（Ginny Weasley）                       |
| 馬修·路易斯           | 李景唐                        |                     | 杨海音                      | 纳威·隆巴顿（Neville Longbottom）                  |
| 雷夫·范恩斯           | 李香生                        | 周志輝              | 王肖兵                      | 伏地魔（Lord Voldemort）                           |
| 邁可·坎邦             | 孫中台                        | 甄錦華              | 刘彬                        | 阿不思·鄧不利多（Albus Dumbledore）                |
| 布蘭頓·葛利森         | 徐健春                        | 高翰文              |                             | 阿拉斯托·穆迪（Alastor 'Mad-Eye' Moody）           |
| 李查·葛瑞夫斯         |                               | 李忠強              | 胡平智                      | 弗农·德思礼（Vernon Dursley）                      |
| 約翰·哈特             |                               | 龍天生              |                             | 奥利凡德（Garrick Ollivander）                     |
| 瑞斯·伊凡斯           | 康殿宏                        |                     | 刘彬                        | 谢诺菲留斯·洛夫古德（Xenophilius Lovegood）        |
| 傑森·艾塞克           | 陳幼文                        | 潘文柏              | 刘家桢                      | 卢修斯·马尔福（Lucius Malfoy）                     |
| 比爾·乃爾             |                               |                     | 王玮                        | 盧夫·昆爵（Rufus Scrimgeour）                      |
| 艾倫·瑞克曼           | 陳旭昇                        | 張錦程              | 刘风                        | 賽佛勒斯·石內卜（Severus Snape）                   |
| 費歐娜·蕭             |                               |                     |                             | 佩妮·伊万斯·德思礼（Petunia Dursley）              |
| 蒂莫西·斯波           | 符爽                          | 李建良              | 陈兆雄                      | 彼得·佩迪魯（Peter Pettigrew）                     |
| 伊美黛·史道頓         | 魏晶綺                        |                     |                             | 桃樂絲·恩不里居（Dolores Umbridge）                |
| 大卫·休里斯           |                               | 高翰文              | 张欣                        | 雷木思·路平（Remus Lupin）                         |
| 朱莉·華特斯           |                               | 蘇青鳳              | 章海虹                      | 茉莉·衛斯理（Molly Weasley）                       |
| 多姆納爾·格里森       | 李景唐                        |                     | 海帆                        | 比爾·衛斯理（Bill Weasley）                        |
| 詹士和奧利弗·菲力普斯 | 何志威（弗雷） 于正昇（喬治） | 陳旭恆（弗雷&喬治） | 海帆（弗雷） 潘征宇（喬治） | 弗雷和喬治·衛斯理（Fred and George Weasley）       |
| 瑪姬·史密芙           |                               | 谢月美              |                             | 米奈娃·麦（Minerva McGonagall）                    |
| 傑米·坎貝爾·鮑爾      |                               |                     |                             | 年輕的蓋瑞·葛林戴華德（Young Gellert Grindelwald） |
| 托比·瑞格波           |                               |                     |                             | 年輕的阿不思·鄧不利多（Young Albus Dumbledore）    |
| 邁克爾‧伯恩           | 孫中台                        |                     |                             | 蓋瑞·葛林戴華德（Gellert Grindelwald）             |

## 票房
《哈利波特：死神的聖物1》在北美地區開映午夜場票房達二千四百萬美元，打破先前哈利波特系列電影最高午夜場開映紀錄保持者《哈利波特：混血王子的背叛》二千二百萬的票房紀錄。本片也成為午夜場排行第三高票房紀錄，僅次於《暮光之城：蝕》和《暮光之城：新月》，分別為三千萬和兩千六百萬美元。然而，在IMAX廳院的表現上，本片以一百四十萬超越《暮光之城：蝕》一百萬美元的票房紀錄。
電影開映當日北美票房總計6120萬美元，在單日票房排行第五；前面分別為《暮光之城：新月》（7270萬美元）、《暮光之城：蝕》（6850萬美元）、《黑暗騎士》（6720萬美元）和《變形金剛：復仇之戰》（6200萬美元）。不過仍成為哈利波特系列中，最高單日開映票房記錄，超越《哈利波特：混血王子的背叛》的5820萬美元。
北美周末票房總計1.25億美元，使得成為在系列電影最高首映當週票房記錄，打破《哈利波特－火盃的考驗》1.02億美元的紀錄。
同時成為十一月開映票房紀錄第二高，僅輸給《暮光之城：新月》的1.428億美元。
而在全美周末票房紀錄中排行第六高，在全美2010年電影排行第二高，僅次於《鋼鐵人2》的1.281億美元。英國部分，電影分別打破周末三日的票房紀錄，三天內達1830萬英镑，前紀錄者為《火盃的考驗》的570萬英鎊。
海外地區，本片首周估計收益2.05億美元，在海外開映首周票房排行第四高，次於《混血王子的背叛》（2.36億美元）、《蜘蛛人3》（2.305億美元）、《神鬼奇航3：世界的盡頭》（2.16億美元）；2010年發行電影票房排行第一，以及哈利波特系列電影中排名第二高，僅次於《混血王子的背叛》。
全球首周票房統計3.301億美元，在歷年票房排行第五；在前分別《混血王子的背叛》（3.94億美元）、《蜘蛛人3》（3.817億美元）、《神鬼奇航3：世界的盡頭》（3.44億美元）和《哈利波特：鳳凰會的密令》（3.327億美元）；在系列中全球票房為第三高。
全球票房$955,001,070，在2010年票房成绩中位列《玩具总动员3》和《魔境夢遊》之后。最終，本片的票房收入為9.6億美元。
電影於2010年11月發布，美國的電影票房收入超過950,000,000美元。電影最賺錢的地方是英國，據報是歷史上開畫連續三天的最高票房紀錄，在91個市場中賺得205,000,000美元，令它成為有史以來非美國非夏季開畫的最賣座電影，並成為「第四齣最賣座的全球開畫」。
| 上一届： 《麥克邁：超能壞蛋》 | 2010年美國週末票房冠軍 11月21日 11月28日 | 下一届： 《魔髮奇緣》 |

## 外部連結
- 互联网电影数据库（IMDb）上《哈利·波特与死亡圣器（上）》的资料（英文）
- 爛番茄上《哈利·波特与死亡圣器（上）》的資料（英文）
- Box Office Mojo上《哈利·波特与死亡圣器（上）》的資料（英文）
- Metacritic上《哈利·波特与死亡圣器（上）》的資料（英文）
- AllMovie上《哈利·波特与死亡圣器（上）》的资料（英文）
- 開眼電影網上《哈利·波特与死亡圣器（上）》的資料（繁體中文）
- Yahoo奇摩電影上《哈利·波特与死亡圣器（上）》的資料（繁體中文）
- 时光网上《哈利·波特与死亡圣器（上）》的資料（简体中文）
- 豆瓣电影上《哈利·波特与死亡圣器（上）》的資料 （简体中文）